# Ланциллотта, Линда
Линда Ланциллотта (итал. Linda Lanzillotta; род. 7 сентября 1948, Кассано-алло-Йонио, провинция Козенца, Калабрия) — министр по делам регионов и автономий во втором правительстве Проди (2006—2008).

## Биография

### Образование и начало карьеры
Родилась 7 сентября 1948 года в Кассано-алло-Йонио, училась в римском лицее имени Тассо, затем получила высшее филологическое образование. Планировала заняться преподаванием, но её дядя Джузеппе Карбоне (Giuseppe Carbone), председатель Счётной палаты, способствовал началу политической карьеры Линды Ланциллотта — в 1974 году она стала работать под руководством Джулиано Амато, будущего премьер-министра, а в то время — главы аппарата известного социалиста Антонио Джолитти. Затем, победив в конкурсе, поступила в штат сотрудников Палаты депутатов и познакомилась с Франко Бассанини (в 1996 году они поженились), а в 1993 году Франческо Рутелли взял её на работу в городскую администрацию Рима — Ланциллотта стала асессором по экономике и бюджету.

### Политическая карьера
В 1968 году Ланциллотта примкнула к маоистской группировке Союз итальянских коммунистов (марксистов-ленинцев), в 1979 году вступила в Социалистическую партию, в 2002 — в Маргаритку, в 2007 — в Демократическую партию.
В 2006 году Линда Ланциллотта была избрана в Палату депутатов и состояла во фракции партии Маргаритка, а в 2008 году — по списку Демократической партии, с 10 ноября 2009 года по март 2013 года входила в Смешанную фракцию.
С 17 мая 2006 по 6 мая 2008 года Линда Ланциллотта являлась министром по делам регионов и автономий во втором правительстве Проди.
9 мая 2008 года, после поражения Демократической партии на выборах, её лидер Вальтер Вельтрони сформировал теневое правительство, в котором Ланциллота получила место министра государственного управления. 21 февраля 2009 года, после избрания новым лидером партии Дарио Франческини, это правительство прекратило существование.
В 2009 году стала одним из инициаторов создания центристской партии «Альянс за Италию», возглавляемой Франческо Рутелли.
В 2013 году избрана в Сенат, с 19 марта 2013 по 18 февраля 2015 года состояла во фракции партии «Гражданский выбор», затем перешла во фракцию Демократической партии. С 21 марта 2013 года является заместителем председателя Сената.
В феврале 2014 года голосовала в Сенате против выдвижения гражданского иска (parte civile) в отношении Берлускони по обвинению в подкупе сенаторов.

### Научная и преподавательская работа
С 2001 года преподаёт программирование и контроль в государственном управлении на факультете политологии Третьего Римского университета и в Школе государственного управления при Болонском университете.